# Mo (religião)

Símbolo religioso do povo Zhuang. É uma imagem do Deus Bu Luotuo.

Mo (chinês: 摩教, pinyin: Mó jiào), ocasionalmente chamada Shigongismo Zhuang (chinês: 壮族师公教, pinyin: Zhuàngzú shīgōng jiào, lit. ‘Religião Ancestral Paterna Zhuang’), é a religião maioritária do povo Zhuang, a maior minoria étnica da China. Está muito presente em Quancim. Além de ter um Deus supremo, o criador Bu Luotuo (布洛陀), várias outras divindades são veneradas também. Está formada por uma teoria de três elementos (céu, terra e água). Mo é animista, acreditando que os espíritos estão presentes em tudo.
Mo desenvolveu-se a partir das crenças pré-históricas do povo Zhuang; tem semelhanças com a Religião popular chinesa, tendo desenvolvido doutrinas correlatas ao Budismo e ao Tauismo, na sequência da convergência destas religiões na cultura Zhuang. A Revolução Cultural chinesa enfraqueceu Mo, embora a religião tenha experimentado uma ressurgência desde a década de 1980. Mo varia de região para região.

## Crenças
Mo está formada por uma teoria de três elementos (céu, terra e água). A religião é animista, acreditando que os espíritos são omnipresentes. Acha-se que os espíritos são imortais. Mo exibe totemismo e culto da reproducção.

### Deidades
Em Mo, Bu Luotuo é considerado o Deus supremo e criador e, fundador da religião Mo.
A Mãe Flor, Me Hoa, é tida como a criadora da humanidade, sendo mulher de Bu Luotuo. Como deusa de reproducção, crê-se que govern um grande jardim de flores douradas (cachopos) e flores de prata (cachopas). Quem se comporta com bom sentido e bons sentimentos será agraciado com boas flores (bons filhos), enquanto que aqueles que se comportam mal receberão más flores. As famílias têm altares para ela.
Outros deuses são Tudigong, o qual é considerado como guardião das aldeias; She Shen, o qual é o espírito tutelar das aldeias; o Shan Shen ("Deus das montanhas") e o Rei Drago. O arroz é tido como importante pelo que há um Deus dos campos e outro Deus separados para o arroz.

### Cosmologia
Em Mo, acha-se que os espíritos são omnipreesente e acredita-se que até o objetos inanimados como a água têm alma. Os espíritos Mo incluem deidades e antepassados mas também demos.
Mo diz que as pessoas têm três almas após a morte: uma vai ao céu, a outra ao cemetéria e a outra volta à família do morto. As almas do morto entram noutros mundo mas podem continuar a auxiliar os vivos. De acordo com a religião Mo, as pessoas que morreram por violência podem tornar-se em espíritos malignos.

## Festivais
Os seguidores de Mo celebram os seguintes festivais de origem chinês: o festival da Primavera, o festival Qingming, o festival Duanwu, o festival da Lua e o festival Dongzhi. Os rituais ordinais são executados em celebrações tradicionais prescitas no calendário anual.
Sanyuesan é um festival, que é celebrado a 3 de Março do calendário lunar e é considerado como sendo tão importante como Qingming. No mesmo dia, antes do festival ocorrer, fazem-se sacrifícios para os antepassados são realizadas.
As vacas são tidas como sagradas. O festival da Alma da Vaca é celebrado no oitavo dia do quarto mês lunar, dia que os seguidores de Mo acham que nasceu a Rainha Vaca. Neste dia, os fregueses vão aos seus corrais e liberam as vacas.
O festival da Rã é celebrado no primeiro mês lunar, quando as pessoas rezam por chuva e uma boa colheita.
O festival dos Fantasmas dura vários dias e celebra-se sob a crença que o morto podem contactar-se com os seus familiares sendo fantasmas ou doutras formas para-normais. As famílias limpam as suas casas cuidadosamente e fazem outras preparação; então, os fantasmas são bem-vindos. Finalmente, as famílias despedem-se dos fantasmas e queimas objetos para que estes estejam bem suplidos na vida futura.